# Stefaniola unita
Stefaniola unita är en tvåvingeart som beskrevs av Möhn 1971. Stefaniola unita ingår i släktet Stefaniola och familjen gallmyggor. Inga underarter finns listade i Catalogue of Life.